# Liste der denkmalgeschützten Objekte in Heiligenberg (Oberösterreich)
Die Liste der denkmalgeschützten Objekte in Heiligenberg enthält die 3 denkmalgeschützten, unbeweglichen Objekte der Gemeinde Heiligenberg in Oberösterreich (Bezirk Grieskirchen).

## Denkmäler
| Foto |                 | Denkmal                                                               | Standort                                     | Beschreibung | Metadaten |
| ---- | --------------- | --------------------------------------------------------------------- | -------------------------------------------- | --- | --- |
| ja   | Datei hochladen | Kath. Pfarrkirche Hl. Dreifaltigkeit HERIS-ID: 66348 Objekt-ID: 79225 | bei Kirchenplatz 2 Standort KG: Heiligenberg | Die Pfarrkirche zur hl. Dreifaltigkeit ist eine zweischiffige Hallenkirche mit einem netzrippengewölbten Langhaus. Der ebenfalls netzrippengewölbte Chor ist langgestreckt mit drei Jochen und einem Fünfachtelschluss. Die Kirche wurde über dem ehemaligen Wallfahrtsbrunnen errichtet. Der Westturm trägt einen Spitzhelm. Die Einrichtung ist neugotisch, das Kruzifix über dem Fronbogen stammt aus dem zweiten Viertel des 18. Jahrhunderts. Die beiden Glocken wurden 1479 gegossen. | BDA-Hist.: Q26711899 Status: § 2a Stand der BDA-Liste: 2025-06-30 Name: Kath. Pfarrkirche Hl. Dreifaltigkeit GstNr.: 1 Pfarrkirche Heiligenberg, Upper Austria |
| ja   | Datei hochladen | Parzer- oder Hinterbergermühle HERIS-ID: 70782 Objekt-ID: 83919       | Schörgendorf 4 Standort KG: Heiligenberg     | | BDA-Hist.: Q38125945 Status: Bescheid Stand der BDA-Liste: 2025-06-30 Name: Parzer- oder Hinterbergermühle GstNr.: 428/3                                       |
| ja   | Datei hochladen | Pfarrhof HERIS-ID: 66351 Objekt-ID: 79229                             | Schulstraße 6 Standort KG: Heiligenberg      | Die Sanierung des spätbarocken Pfarrhofgebäudes aus dem späten 18. Jahrhundert durch die gemeinschaftliche Anstrengung der Bevölkerung wurde 2007 mit dem Denkmalpflegepreis des Landes Oberösterreich ausgezeichnet. | BDA-Hist.: Q38112866 Status: § 2a Stand der BDA-Liste: 2025-06-30 Name: Pfarrhof GstNr.: 34                                                                    |